# Musaid
Musaid o Imsaad (en árabe: امساعد) es una ciudad en el Distrito de Al Butnan en el este de Libia. Musaid se encuentra a unos 150 kilómetros al este de Tobruk y es un importante paso fronterizo entre Libia y Egipto.

## Historia
Musaid fue el escenario de intensos combates entre la breve guerra de Libia y Egipto de 1977. Esta guerra, la ruptura de las relaciones diplomáticas de Egipto y Libia, y el embargo comercial resultante con Egipto, tuvo un impacto muy negativo en Musaid. Por ejemplo, la población de Musaid se redujo de 4.330 en 1973 a 3.200 en 1984 (-26,1%), mientras que en Libia la población general aumentó en el mismo período un 60,30%.

## Cultura
Muy cerca se encuentra el santuario de Sidi Shahir Ruhih.

## Economía
Musaid la economía dependía en gran medida en el comercio entre Egipto y Libia. Después de la guerra de 1977 y la continuación del embargo comercial con Egipto, se sustituyó en parte por el contrabando, con la ayuda de los estrechos vínculos tribales a través de la frontera. En 2008, el gobierno libio actuó para suprimir los contrabandistas. In 2008, the Libyan government acted to suppress the smugglers.

## Paso fronterizo
A partir del otoño de 2010, se está construyendo un gran conjunto de instalaciones fronterizas.